# Dōbutsu Orimupikku Taikai
Dōbutsu Orimupikku Taikai (яп. 動物オリムピック大会) — анімаційний японський фільм, створений у 1928 році Муратою Ясудзі. Вважається першим аніме на спортивну тематику.